# Publie.net
 (avril 2019).
Publie.net est une maison d'édition de littérature contemporaine fondée en 2008 pour explorer les différentes possibilités de la création et de la publication numériques.
C'est une marque appartenant à la société Créateurs et Associés.

## Histoire
La plateforme d'édition numérique Publie.net a été fondée par l'écrivain François Bon, en janvier 2008, accompagné par Philippe de Jonckheere et Fred Griot, sur le modèle d'une coopérative d'auteurs. Son catalogue s'est principalement appuyé sur la littérature contemporaine de création. En 2012, Publie.net s'est élargie à une offre papier grâce à un partenariat avec Hachette. L'impression à la demande a été lancée, chaque volume papier incluant un code d'accès à sa version numérique.
La plateforme Publie.net a été reprise en 2014 par une nouvelle équipe et est devenue une maison d'édition de littérature contemporaine à part entière, à la croisée du papier, du numérique et du web[source secondaire nécessaire].
De 2016 à 2021, le président de la maison d'édition est Philippe Aigrain. 
Le comité éditorial est composé de Pierre Ménard, Arnaud Maïsetti, Mahigan Lepage, Jean-Yves Fick, Guillaume Vissac avec la participation de Lionel-Édouard Martin, Matthieu Hervé, Marie Cosnay et Christine Jeanney.
Une offre aux bibliothèques existe depuis la création, d'abord gérée par Immatériel puis de manière autonome à partir de 2016, ainsi que plusieurs offres d'abonnement au catalogue numérique destinées aux particuliers.
Le 21 septembre 2022, Publie.net annonce un ralentissement majeur de ses activités régulières, mais affirme conserver l'état et l'accessibilité de son site et de ses publications passées tout en soutenant la possibilité de publications ponctuelles[source insuffisante],.

## Le catalogue
Le catalogue, constitué de plus de 600 titres, est essentiellement tourné vers la littérature contemporaine. Il est constitué de plusieurs collections, dirigées par des directeurs de collection : 
| Collection       | Directeurs de collection            |
| ---------------- | ----------------------------------- |
| ArchéoSF         | Philippe Éthuin                     |
| D'ici la         | Pierre Ménard                       |
| Essais           | Benoît Vincent et Philippe Aigrain  |
| Horizons         | Louise Imagine                      |
| L'esquif         | Jean-Yves Fick et Virginie Gautier  |
| La machine ronde | Mahigan Lepage et Sébastien Ménard  |
| Nos classiques   | L'équipe éditoriale                 |
| Nouvelle         | L'équipe éditoriale                 |
| Portofolios      | Arnaud Maïsetti et Jérémy Liron     |
| Publie.Grèce     | Michel Volkovitch                   |
| Publie.Noir      | L'équipe éditoriale                 |
| Publie.Rock      | Philippe Castelneau                 |
| Publie.Turquis   | Canan Marasligil                    |
| Temps réel       | L'équipe éditoriale                 |
| Thtr             | Arnaud Maïsetti et Christophe Triau |

## Modèle économique
Publie.net publie ses ouvrages numériques sans DRM. Ils sont consultables sous deux formes : 1. sur abonnement particulier ou bibliothèques ou 2. en téléchargement (aux formats EPUB et MOBI) par un achat à la pièce dans l'ensemble des librairies en ligne ou directement sur le site de l'éditeur.
Les éditions publie.net ont aussi été pionnières dans un projet basé au départ sur la répartition des droits où l'auteur occupe une place essentielle.
Les éditions publie.net expérimentent également le dépôt légal des premiers livres numériques à la BnF[source secondaire souhaitée].